# Обермајтинген
Обермајтинген (њем. Obermeitingen) општина је у њемачкој савезној држави Баварска. Једно је од 31 општинског средишта округа Ландсберг ам Лех. Према процјени из 2010. у општини је живјело 1.555 становника. Посједује регионалну шифру (AGS) 9181131.

## Географски и демографски подаци
Обермајтинген се налази у савезној држави Баварска у округу Ландсберг ам Лех. Општина се налази на надморској висини од 575 метара. Површина општине износи 9,9 km². У самом мјесту је, према процјени из 2010. године, живјело 1.555 становника. Просјечна густина становништва износи 157 становника/km².